# ویلیا توماست
ویلیا توماست (استونیایی: Vilja Toomast؛ زادهٔ ۱۵ اوت ۱۹۶۲) سیاستمدار و نماینده مجلس اهل استونی است.